# 2023年の相撲
2023年の相撲（2023ねんのすもう）では、2023年（令和5年）の相撲関連の出来事についてまとめる。
2022年-2023年-2024年

## できごと

### 1月
- 4日 - 【大相撲】日本相撲協会は、井筒（元関脇・豊ノ島）の退職を発表した[1]。
- 14日 - 【大相撲】元関脇・隠岐の海が現役を引退し、年寄「君ヶ濱」を襲名した[2]。
- 15日 - 【大相撲】1月場所で大関から関脇に陥落した正代が、中日のこの日に6敗目を喫したため、1月場所後に大関に復帰する可能性が消滅した[3]。
- 22日 - 【大相撲】1月場所はこの日に千秋楽を迎え、幕内では大関貴景勝が12勝3敗で13場所ぶり3度目の優勝を果たした[4]。
- 25日 - 【大相撲】日本相撲協会が3月場所の番付編成会議を開き、十両昇進力士と引退力士を発表した。新十両昇進が決定した落合は、昭和以降の最速記録を更新する所要1場所での十両昇進となった[5]。
- 26日 - 【大相撲】日本相撲協会が定例理事会を開き、同日付で音羽山（元幕内・天鎧鵬）の年寄「佐ノ山」への名跡変更を了承した[6]。
- 27日 - 【大相撲】十両・炎鵬が1月場所11日目の取組中に骨折した右眼窩底の手術を受けた[7]。
- 28日 - 【大相撲】両国国技館で、宮城野（元横綱・白鵬）の断髪式が挙行された[8]。

### 2月
- 1日 - 【大相撲】雷（元小結・垣添）が入間川部屋を継承し、部屋名称を雷部屋に変更。同日付で、入間川部屋付きの若藤（元幕内・皇司）は木瀬部屋に転属した[6]。
- 3日 - 【相撲博物館】石山五郎（元横綱・三重ノ海）が同日付で相撲博物館長を退任。後任の館長は置かず、八角理事長（元横綱・北勝海）が館長代行に就任する[6]。

### 3月
- 18日 - 【大相撲】3月場所（エディオンアリーナ大阪）7日目、大関貴景勝がこの日から休場。初日から横綱照ノ富士も休場しているため、昭和以降初となる横綱大関不在の本場所となった[9]。
- 20日 - 【大相撲】3月場所9日目、前頭4枚目阿武咲がこの日より休場。2日前の7日目、関脇若隆景戦で受傷し翌日悪化、両側内側半月板損傷、右陳旧性後十字靱帯損傷で今後約2カ月間、精査・加療を必要となる見込みとの診断書を提出[10]。
- 25日 - 【大相撲】3月場所14日目、関脇若隆景がこの日から休場。前日の小結琴ノ若との同体取り直しとなった一番で膝を損傷、右前十字靱帯損傷、右外側半月板損傷、骨挫傷、右外側側副靱帯損傷で3カ月程度の療養を要するとの診断書を提出[11]。
- 26日 - 【大相撲】3月場所はこの日に千秋楽を迎え、幕内では関脇霧馬山が本割で2敗の小結大栄翔との直接対決に勝利し12勝3敗で優勝決定戦に持ち込み、決定戦にも勝利、逆転で初優勝を果たした[12]。
- 30日 - 【大相撲】理事会にて、二所ノ関部屋入門予定で2年連続でアマチュア横綱となった日本体育大学出身の中村泰輝の幕下10枚目格付け出しを承認した[13]。

### 4月
- 29日・30日 - 【大相撲】「ニコニコ超会議」に日本相撲協会が6年ぶりに参加。ちゃんこ鍋を作る企画や展示会が催された。

### 5月
- 4日 - 【大相撲】元関脇・逸ノ城が現役を引退した[14]。
- 19日 - 【大相撲】元大関・栃ノ心が現役を引退した[15]。
- 27日 - 【大相撲】5月場所14日目のこの日、横綱照ノ富士の6場所ぶり8度目の幕内最高優勝が決定した[16]。
- 31日 - 【大相撲】日本相撲協会が臨時理事会と7月場所の番付編成会議を開き、関脇霧馬山の大関昇進を決定した。同日、霧馬山は四股名を「霧島」に改名すると発表した[17]。

### 6月
- 1日 - 【大相撲】元幕内・石浦が現役を引退し、年寄「間垣」を襲名した。これに伴い、間垣（元幕内・竹葉山）は6月1日付で日本相撲協会を退職した[18]。
- 23日 - 【大相撲】日本相撲協会が理事会を開き、陸奥（元大関・初代霧島）を陸奥部屋所属力士の起こした暴力問題に対する監督責任として3か月間20パーセントの報酬減額処分とすることを決定した。陸奥は協会ナンバー2の事業部長だったが同部長職を辞任し、後任の事業部長には芝田山（元横綱・大乃国）が就任した[19]。

### 7月
- 9日 - 【大相撲】大関・霧島が7月場所初日のこの日から休場し、この日の取組は不戦敗となった。新大関が初日に不戦敗となるのは昭和以降で初めて[20]。
- 12日 - 【大相撲】7月場所を初日から休場していた大関・霧島が、4日目のこの日から途中出場した。場所を初日から休場した大関が場所途中から出場するのは昭和以降で初めて[21]。
- 21日 - 【大相撲】元幕内・千代の国が現役を引退し、年寄「佐ノ山」を襲名した。これに伴い、佐ノ山（元幕内・天鎧鵬）は年寄「北陣」に名跡変更、北陣（元関脇・琴勇輝）は年寄「荒磯」を継承・襲名、荒磯（元大関・若嶋津）は7月21日付で日本相撲協会を退職した[22]。
- 23日 - 【大相撲】7月場所はこの日に千秋楽を迎えた。幕内では関脇豊昇龍が、平幕北勝富士との優勝決定戦を制し、初優勝を果たした[23]。三賞は史上最多となる延べ8人（殊勲賞1人、敢闘賞6人、技能賞1人。このうち1人は敢闘賞と技能賞はダブル受賞）となり、このうち伯桜鵬は幕下付出での初土俵から所要4場所で史上最も早い初三賞、一方で錦木は初土俵から所要103場所で史上最も遅い初三賞となった[24]。
- 26日 - 【大相撲】日本相撲協会が臨時理事会と9月場所の番付編成会議を開き、関脇豊昇龍の大関昇進を決定した[25]。

### 8月
- 10日 - 【大相撲】元幕内・明瀬山が現役を引退し、年寄「井筒」を襲名した[26]。

### 9月
- 2日 - 【大相撲】八角（元横綱・北勝海）が国技館で還暦土俵入りを披露した[27]。
- 7日 - 【大相撲】日本相撲協会は、千田川（元小結・闘牙）の退職を発表した[28]。
- 12日 - 【大相撲】元幕内・德勝龍が現役を引退し、年寄「千田川」を襲名した[29]。
- 24日 - 【大相撲】9月場所はこの日に千秋楽を迎え、幕内では大関貴景勝が、平幕熱海富士との優勝決定戦を制し、4場所ぶり4度目の優勝を果たした[30]。
- 27日 - 【大相撲】日本相撲協会が理事会を開き、以下の事項を決定した。
  - 立行司の41代式守伊之助が、12月25日付で38代木村庄之助に昇格することを決定した。これにより、2015年5月場所から8年間続いた木村庄之助不在が解消される[31]。
  - 三役呼出の次郎が、12月25日付で立呼出に2階級昇格することを決定した。これにより、2019年11月場所から4年間続いた立呼出不在が解消される[32]。
  - 幕下および三段目付出制度を改定した。幕下付出は従来の10枚目格付出と15枚目格付出を廃止して最下位格付出に統合、合わせて幕下付出と三段目付出の基準を緩和した[33]。
  - 新弟子検査の体格基準を満たさない入門希望者を対象とする第二新弟子検査を実施すると決定した。第二新弟子検査には体格基準が設けられないため、事実上の体格基準撤廃となる[34]。

### 11月
- 4日 - 【大学】第101回全国学生相撲選手権大会個人戦が行われ、草野直哉（日本大学4年）が優勝[35]。
- 5日 - 【大学】第101回全国学生相撲選手権大会団体戦が行われ、近畿大学が13年ぶり9回目の優勝[36]。
- 26日 - 【大相撲】11月場所はこの日に千秋楽を迎え、幕内では大関霧島が4場所ぶり2度目の優勝を果たすと共に年間成績を62勝26敗2休とし初の年間最多勝を獲得した[37][38]。

### 12月
- 25日
  - 【大相撲】日本相撲協会が2024年1月場所の番付を発表した。この場所の番付に名前が載った力士の数は599人となり、1979年3月場所以来、約45年ぶりに600人を下回った[39]。
  - 【大相撲】元幕内・東龍が現役を引退した[40]。
- 27日
  - 【大相撲】現役名年寄の鶴竜（元横綱）が年寄「音羽山」を襲名し、同時に陸奥部屋から独立して音羽山部屋を新設した[41]。
  - 【大相撲】振分（元幕内・寶智山）と出来山（元幕内・佐田の富士）が年寄名跡を交換した[42]。
- 元幕下東桜山の田代良徳が、元力士専門芸能事務所「SUMOエージェンシーを発足した[43]。

## 競技結果

### 大相撲

#### 本場所

##### 一月場所（初場所）
国技館（東京都）を会場に、2023年（令和5年）1月8日から1月22日までの15日間開催された。番付発表は2022年（令和4年）12月26日。
| タイトル     | タイトル     | 人物（所属部屋 出身地） - 成績                                         |
| ------------ | ------------ | ---------------------------------------------------------------------- |
| 幕内最高優勝 | 幕内最高優勝 | 貴景勝光信（常盤山部屋 兵庫県芦屋市出身） - 12勝3敗（13場所ぶり3回目） |
| 三賞         | 殊勲賞       | 該当者なし                                                             |
| 三賞         | 敢闘賞       | 琴勝峰吉成（佐渡ヶ嶽部屋 千葉県柏市出身） - 11勝4敗（初受賞）          |
| 三賞         | 技能賞       | 霧馬山鐵雄（陸奥部屋 モンゴル・ドルノドゥ出身） - 11勝4敗（初受賞）    |
| 十両優勝     | 十両優勝     | 朝乃山広暉（高砂部屋 富山県富山市出身） - 14勝1敗                      |
| 幕下優勝     | 幕下優勝     | 落合哲也（宮城野部屋 鳥取県倉吉市出身） - 7戦全勝                      |
| 三段目優勝   | 三段目優勝   | 魁禅拓海（浅香山部屋 鹿児島県大島郡徳之島町出身） - 7戦全勝            |
| 序二段優勝   | 序二段優勝   | 尊富士弥輝也（伊勢ヶ濱部屋 青森県五所川原市出身） - 7戦全勝            |
| 序ノ口優勝   | 序ノ口優勝   | 風の湖競（押尾川部屋 モンゴル・オブス出身） - 6勝1敗 ※優勝決定戦勝利   |

##### 三月場所（春場所・大阪場所）
エディオンアリーナ大阪（大阪府大阪市）を会場に、3月12日から3月26日までの15日間開催された。番付発表は2月27日。
| タイトル     | タイトル     | 人物（所属部屋 出身地） - 成績 |
| ------------ | ------------ | --- |
| 幕内最高優勝 | 幕内最高優勝 | 霧馬山鐵雄（陸奥部屋 モンゴル・ドルノドゥ出身） - 12勝3敗（初優勝）※優勝決定戦勝利                                                                 |
| 三賞         | 殊勲賞       | 該当者なし |
| 三賞         | 敢闘賞       | 金峰山晴樹（木瀬部屋 カザフスタン・アルマトイ州出身） - 11勝4敗（初受賞）                                                                          |
| 三賞         | 技能賞       | 霧馬山鐵雄（陸奥部屋 モンゴル・ドルノドゥ出身） - 12勝3敗（2場所連続2回目） 大栄翔勇人（追手風部屋 埼玉県朝霞市出身） - 12勝3敗（12場所振り2回目） |
| 十両優勝     | 十両優勝     | 逸ノ城駿（湊部屋 モンゴル・アルハンガイ県出身） - 14勝1敗                                                                                          |
| 幕下優勝     | 幕下優勝     | 龍王良太（二所ノ関部屋 秋田県南秋田郡井川町出身） - 7戦全勝                                                                                        |
| 三段目優勝   | 三段目優勝   | 東俊隆勝介（玉ノ井部屋 東京都中央区出身） - 7戦全勝 ※優勝決定戦勝利                                                                                |
| 序二段優勝   | 序二段優勝   | 勝呂歩紀（藤島部屋 埼玉県上尾市出身） - 7戦全勝 |
| 序ノ口優勝   | 序ノ口優勝   | 朝白龍太郎（高砂部屋 モンゴル・ウランバートル出身） - 7戦全勝                                                                                      |

##### 五月場所（夏場所）
国技館（東京都）を会場に、5月14日から5月28日までの15日間開催された。番付発表は5月1日。
| タイトル     | タイトル     | 人物（所属部屋 出身地） - 成績 |
| ------------ | ------------ | --- |
| 幕内最高優勝 | 幕内最高優勝 | 照ノ富士春雄（伊勢ヶ濱部屋 モンゴル・ウランバートル出身） - 14勝1敗（6場所ぶり8回目）                                                 |
| 三賞         | 殊勲賞       | 明生力（立浪部屋 鹿児島県大島郡瀬戸内町出身） - 8勝7敗（初受賞）                                                                      |
| 三賞         | 敢闘賞       | 該当者なし |
| 三賞         | 技能賞       | 霧馬山鐵雄（陸奥部屋 モンゴル・ドルノドゥ出身） - 11勝4敗（3場所連続3回目） 若元春港（荒汐部屋 福島県福島市出身） - 10勝5敗（初受賞） |
| 十両優勝     | 十両優勝     | 豪ノ山登輝（武隈部屋 大阪府寝屋川市出身） - 14勝1敗 ※優勝決定戦勝利                                                                   |
| 幕下優勝     | 幕下優勝     | 木竜皇博一（立浪部屋 千葉県柏市出身） - 7戦全勝                                                                                       |
| 三段目優勝   | 三段目優勝   | 漣陸（伊勢ノ海部屋 岩手県奥州市出身） - 7戦全勝                                                                                       |
| 序二段優勝   | 序二段優勝   | 聖富士哲平（伊勢ヶ濱部屋 静岡県焼津市出身） - 7戦全勝 ※優勝決定戦勝利                                                                 |
| 序ノ口優勝   | 序ノ口優勝   | 春山万太郎（尾上部屋 鹿児島県大島郡瀬戸内町出身） - 7戦全勝                                                                           |

##### 七月場所（名古屋場所）
ドルフィンズアリーナ（愛知県名古屋市）を会場に、7月9日から7月23日までの15日間開催された。番付発表は6月26日。
| タイトル     | タイトル     | 人物（所属部屋 出身地） - 成績 |
| ------------ | ------------ | --- |
| 幕内最高優勝 | 幕内最高優勝 | 豊昇龍智勝（立浪部屋 モンゴル・ウランバートル出身） - 12勝3敗（初優勝） ※優勝決定戦勝利 |
| 三賞         | 殊勲賞       | 錦木徹也（伊勢ノ海部屋 岩手県盛岡市出身） - 10勝5敗（初受賞） |
| 三賞         | 敢闘賞       | 豊昇龍智勝（立浪部屋 モンゴル・ウランバートル出身） - 12勝3敗（初受賞） 琴ノ若傑太（佐渡ヶ嶽部屋 千葉県松戸市出身） - 11勝4敗（8場所ぶり4回目） 北勝富士大輝（八角部屋 埼玉県所沢市出身） - 12勝3敗（初受賞） 豪ノ山登輝（武隈部屋 大阪府寝屋川市出身） - 10勝5敗（初受賞） 湘南乃海桃太郎（高田川部屋 神奈川県中郡大磯町出身） - 10勝5敗（初受賞） 伯桜鵬哲也（宮城野部屋 鳥取県倉吉市出身） - 11勝4敗（初受賞） |
| 三賞         | 技能賞       | 伯桜鵬哲也（宮城野部屋 鳥取県倉吉市出身） - 11勝4敗（初受賞） |
| 十両優勝     | 十両優勝     | 熱海富士朔太郎（伊勢ヶ濱部屋 静岡県熱海市出身） - 11勝4敗 ※優勝決定戦勝利 |
| 幕下優勝     | 幕下優勝     | 時疾風秀喜（時津風部屋 宮城県栗原市出身） - 7戦全勝 |
| 三段目優勝   | 三段目優勝   | 若碇成剛（伊勢ノ海部屋 東京都江戸川区出身） - 7戦全勝 ※優勝決定戦勝利 |
| 序二段優勝   | 序二段優勝   | 小城ノ正謙太（出羽海部屋 大阪府豊中市出身） - 7戦全勝 |
| 序ノ口優勝   | 序ノ口優勝   | 安大翔大和（安治川部屋 宮城県栗原市出身） - 7戦全勝 |

##### 九月場所（秋場所）
国技館（東京都）を会場に、9月10日から9月24日までの15日間開催された。番付発表は8月28日。
| タイトル     | タイトル     | 人物（所属部屋 出身地） - 成績                                                        |
| ------------ | ------------ | ------------------------------------------------------------------------------------- |
| 幕内最高優勝 | 幕内最高優勝 | 貴景勝貴信（常盤山部屋 兵庫県芦屋市出身） - 11勝4敗（4場所ぶり4回目） ※優勝決定戦勝利 |
| 三賞         | 殊勲賞       | 該当者なし                                                                            |
| 三賞         | 敢闘賞       | 熱海富士朔太郎（伊勢ヶ濱部屋 静岡県熱海市出身） - 11勝4敗（初受賞）                   |
| 三賞         | 技能賞       | 該当者なし                                                                            |
| 十両優勝     | 十両優勝     | 一山本大生（放駒部屋 北海道岩内郡岩内町出身） - 13勝2敗                               |
| 幕下優勝     | 幕下優勝     | 日翔志忠勝（追手風部屋 東京都立川市出身） - 6勝1敗 ※優勝決定戦勝利                    |
| 三段目優勝   | 三段目優勝   | 北磻磨聖也（山響部屋 兵庫県たつの市出身） - 7戦全勝                                   |
| 序二段優勝   | 序二段優勝   | 安大翔大和（安治川部屋 宮城県栗原市出身） - 7戦全勝 ※優勝決定戦勝利                   |
| 序ノ口優勝   | 序ノ口優勝   | 城間瑠正（尾上部屋 沖縄県浦添市出身） - 7戦全勝                                       |

##### 十一月場所（九州場所）
福岡国際センター（福岡県福岡市）を会場に、11月12日から11月26日までの15日間開催された。番付発表は10月30日。
| タイトル     | タイトル     | 人物（所属部屋 出身地） - 成績 |
| ------------ | ------------ | --- |
| 幕内最高優勝 | 幕内最高優勝 | 霧島鐵力（陸奥部屋 モンゴル・ドルノドゥ出身） - 13勝2敗（4場所ぶり2回目） |
| 三賞         | 殊勲賞       | 該当者なし |
| 三賞         | 敢闘賞       | 琴ノ若傑太（佐渡ヶ嶽部屋 千葉県松戸市出身） - 11勝4敗（2場所ぶり5回目） 熱海富士朔太郎（伊勢ヶ濱部屋 静岡県熱海市出身） - 11勝4敗（2場所連続2回目） 一山本大生（放駒部屋 北海道岩内郡岩内町出身） - 11勝4敗（初受賞） |
| 三賞         | 技能賞       | 該当者なし |
| 十両優勝     | 十両優勝     | 琴勝峰吉成（佐渡ヶ嶽部屋 千葉県柏市出身） - 12勝3敗 ※優勝決定戦勝利 |
| 幕下優勝     | 幕下優勝     | 聖富士哲平（伊勢ヶ濱部屋 静岡県焼津市出身） - 7戦全勝 |
| 三段目優勝   | 三段目優勝   | 大昇龍知義（山響部屋 兵庫県姫路市出身） - 7戦全勝 |
| 序二段優勝   | 序二段優勝   | 大凛山凛（荒汐部屋 愛知県北名古屋市出身） - 7戦全勝 ※優勝決定戦勝利 |
| 序ノ口優勝   | 序ノ口優勝   | 安青錦新大（安治川部屋 ウクライナ・ヴィーンヌィツャ出身） - 7戦全勝 |

##### 年間最多勝
- 霧島鐵力（62勝26敗2休・初）

#### 巡業

##### 春巡業
- 4月2日 - 第68回神宮奉納大相撲（三重県・伊勢神宮相撲場）
  - 幕内力士トーナメント戦士権優勝：豊昇龍智勝[47]
- 4月3日 - 大相撲箕面万博場所（大阪府・スカイアリーナ）[48]
- 4月4日 - 大相撲岡崎場所（愛知県・岡崎中央総合公園総合体育館）[49]
- 4月5日 - 稲沢市制施行65周年記念事業 大相撲稲沢場所（愛知県・豊田合成記念体育館 ENTRIO）[50]
- 4月6日 - 大相撲福井場所（福井県・福井県営体育館）[51]
- 4月8日 - NST開局55周年・謙信公武道館オープン3周年記念 大相撲上越場所（新潟県・謙信公武道館）[52]
- 4月9日 - 大相撲長野場所（長野県・長野市オリンピック記念アリーナ）[53]
- 4月15日 - 第28回大相撲藤沢場所（神奈川県・藤沢市秋葉台文化体育館）[54]
  - 幕内トーナメント優勝：照ノ富士春雄
- 4月16日 - 大相撲町田場所（東京都・町田市立総合体育館）[55]
- 4月17日 - 靖国神社奉納大相撲（東京都・靖国神社相撲場）[56]
- 4月22日 - 相鉄・東急新横浜線開業記念 大相撲横浜アリーナ場所（神奈川県・横浜アリーナ）[57]
- 4月23日 - 大相撲高崎場所（群馬県・高崎市浜川体育館）[58]
- 4月28日 - 大相撲成田場所（千葉県・重兵衛スポーツフィールド中台 体育館）[59]
- 4月29日 - 大相撲川崎場所（神奈川県・川崎市とどろきアリーナ）[60]
- 4月30日 - 大相撲神栖場所（茨城県・かみす防災アリーナ）[61]

##### 夏巡業
- 7月29日 - 大相撲豊田場所（愛知県・スカイホール豊田）[62]
- 7月30日 - 沼津市制100周年・沼津市総合体育館竣工記念 大相撲沼津場所（静岡県・沼津市総合体育館）[63]
- 8月2日 - 大相撲立川立飛場所（東京都・アリーナ立川立飛）[64]
- 8月3日 - 龍ケ崎市市制70周年記念 大相撲龍ケ崎場所（茨城県・ニューライフアリーナ龍ケ崎）[65]
- 8月4日 - ならはスカイアリーナオープン5周年記念 大相撲楢葉場所（福島県・ならはスカイアリーナ）[66]
- 8月5日 - 福島テレビ開局60周年記念 大相撲福島場所（福島県・福島トヨタクラウンアリーナ）[67]
- 8月6日 - 東日本大震災復興支援 大相撲仙台場所（宮城県・本山製作所青葉アリーナ）[68]
- 8月8日 - 奥州市総合体育館開館25周年記念 大相撲奥州場所（岩手県・Zアリーナ）[69]
- 8月9日 - 大相撲南部久慈場所（岩手県・久慈市民体育館）[70]
- 8月12日 - 大相撲函館場所（北海道・函館アリーナ）[71]
- 8月13日 - 大相撲札幌場所（北海道・つどーむ）[72]
- 8月14日 - 大相撲旭川場所（北海道・道北アークス大雪アリーナ）[73]
- 8月15日 - 大相撲恵庭場所（北海道・恵庭市総合体育館）[74]
- 8月19日 - NST開局55周年記念 大相撲長岡場所（新潟県・ハイブ長岡）[75]
- 8月20日 - 大相撲小山場所（栃木県・栃木県立県南体育館）[76]
- 8月25日 - 宇奈月温泉開湯100周年 大相撲黒部場所（富山県・黒部市総合体育センター）[77]
- 8月26日 - 北國新聞創刊130年記念 大相撲金沢場所（石川県・金沢市総合体育館）[78]
- 8月27日 - 富山新聞創刊100年記念 大相撲氷見場所（富山県・氷見市ふれあいスポーツセンター）[79]

##### 秋巡業
- 10月4日 - 大相撲城南大田場所（東京都・大田区総合体育館）[80]
- 10月6日 - 信濃毎日新聞創刊150周年記念 大相撲松本場所（長野県・松本市総合体育館）[81]
- 10月7日 - 大相撲甲府場所（山梨県・アイメッセ山梨）[82]
- 10月9日 - 大相撲伊勢原場所（神奈川県・伊勢原市体育館）[83]
- 10月11日 - 大相撲秩父場所（埼玉県・秩父市文化体育センター）[84]
- 10月12日 - 大相撲焼津場所（静岡県・焼津シーガルドーム）[85]
- 10月13日 - 大相撲西尾場所（愛知県・西尾市総合体育館）[86]
- 10月14日 - 春日井市市制80周年記念 大相撲春日井場所（愛知県・春日井市総合体育館）[87]
- 10月15日 - 大相撲大府場所（愛知県・メディアス体育館おおぶ）[88]
- 10月17日 - 大相撲多治見場所（岐阜県・感謝と挑戦のTYK体育館）[89]
- 10月18日 - 大相撲大津場所（滋賀県・滋賀ダイハツアリーナ）[90]
- 10月19日 - 大相撲京都場所（京都府・島津アリーナ京都）[91]
- 10月20日 - 相撲発祥の地 大相撲桜井場所（奈良県・桜井市芝運動公園総合体育館）[92]
- 10月21日 - テレビ和歌山開局50周年記念 大相撲和歌山場所（和歌山県・和歌山ビッグホエール）[93]
- 10月22日 - 大相撲高松場所（香川県・サンメッセ香川）[94]
- 10月23日 - 大相撲徳島場所（徳島県・アスティとくしま）[95]
- 10月24日 - 高知新聞創刊120周年・高知放送開局70周年記念 大相撲高知場所（高知県・高知県立県民体育館）[96]
- 10月25日 - 大相撲岡山場所（岡山県・ジップアリーナ岡山）[97]
- 10月26日 - 大相撲出雲場所（島根県・出雲ドーム）[98]
- 10月27日 - 大相撲真庭場所（岡山県・白梅総合体育館）[99]
- 10月28日 - 大相撲安芸場所（広島県・マエダハウジング東区スポーツセンター）[100]
- 10月29日 - 大相撲京阪場所（大阪府・東和薬品RACTABドーム）[101]

#### 冬巡業
- 12月3日 - 大相撲八代場所（熊本県・八代トヨオカ地建アリーナ）[102]
- 12月4日 - 大相撲菊陽場所（熊本県・菊陽町総合体育館）[103]
- 12月5日 - 大相撲宮崎場所（宮崎県・宮崎市総合体育館）[104]
- 12月6日 - 大相撲大分場所（大分県・レゾナック武道スポーツセンター）[105]
- 12月8日 - 大相撲春日場所（福岡県・春日市総合スポーツセンター体育館）[106]
- 12月9日 - 大相撲佐世保場所（長崎県・佐世保市体育文化館）[107]
- 12月10日 - 大相撲大村場所（長崎県・シーハットおおむら）[108]
- 12月12日 - 大相撲松山場所（愛媛県・愛媛県武道館）[109]
- 12月15日 - 大相撲東広島場所（広島県・東広島運動公園体育館）[110]
- 12月16日 - 大相撲福山場所（広島県・エフピコアリーナふくやま）[111]
- 12月17日 - 大相撲堺場所（大阪府・大浜だいしんアリーナ）[112]
- 12月19日 - 大相撲羽曳野場所（大阪府・はびきのコロセアム）[113]
- 12月20日 - 大相撲尼崎場所（兵庫県・ベイコム総合体育館）[114]
- 12月24日 - 栃木県誕生150周年記念 大相撲とちぎ場所（栃木県・関東ホーチキにしかた体育館）[115]

#### その他

##### 昇格
- 5月31日 - 関脇・霧島（霧馬山改め）が大関に昇進
- 7月26日 - 関脇・豊昇龍が大関に昇進

#### 新弟子検査合格者
四股名が太字の者は現役力士。最高位は引退力士のみ記載。
| 場所     | 人数 | 主な合格者                       | 四股名     | 最高位   | 最終場所 | 備考                                                       |
| -------- | ---- | -------------------------------- | ---------- | -------- | -------- | ---------------------------------------------------------- |
| 1月場所  | 8人  | 落合哲也                         | 伯桜鵬哲也 | （現役） | （現役） | 幕下15枚目格付出                                           |
| 1月場所  | 8人  | 齋藤成剛                         | 藤ノ川成剛 | （現役） | （現役） |                                                            |
| 3月場所  | 33人 |                                  |            |          |          |                                                            |
| 5月場所  | 5人  | 中村泰輝                         | 大の里泰輝 | （現役） | （現役） | 幕下10枚目格付出                                           |
| 7月場所  | 1人  | ヤブグシシン・ダニーロ           | 安青錦新大 | （現役） | （現役） | 興行ビザ取得待ちのため初土俵は9月場所                      |
| 9月場所  | 3人  | バトジャルガル・チョイジルスレン | 阿武剋一弘 | （現役） | （現役） | 幕下15枚目格付出。興行ビザ取得待ちのため初土俵は11月場所。 |
| 11月場所 | 3人  |                                  |            |          |          |                                                            |

- 2023年の新弟子検査合格者数は全部で53人であり、2012年の56人を下回って、年6場所制となった1958年以降では最少となった[122]。

#### 引退
| 場所     | 人数 | 主な引退力士 | 最高位     | 初土俵                            | 備考               |
| -------- | ---- | ------------ | ---------- | --------------------------------- | ------------------ |
| 1月場所  | 13人 | 隠岐の海歩   | 関脇       | 2005年1月場所                     | 年寄「君ヶ濱」襲名 |
| 3月場所  | 8人  | 鏡桜秀興     | 前頭9枚目  | 2003年7月場所                     | [ 125 ]            |
| 5月場所  | 11人 | 栃ノ心剛史   | 大関       | 2006年3月場所                     | [ 15 ]             |
| 5月場所  | 11人 | 逸ノ城駿     | 関脇       | 2014年1月場所（幕下15枚目格付出） | [ 127 ]            |
| 7月場所  | 6人  | 千代の国憲輝 | 前頭筆頭   | 2006年5月場所                     | 年寄「佐ノ山」襲名 |
| 7月場所  | 6人  | 石浦鹿介     | 前頭5枚目  | 2013年1月場所                     | 年寄「間垣」襲名   |
| 9月場所  | 19人 | 德勝龍誠     | 前頭2枚目  | 2009年1月場所                     | 年寄「千田川」襲名 |
| 9月場所  | 19人 | 明瀬山光彦   | 前頭12枚目 | 2008年1月場所                     | 年寄「井筒」襲名   |
| 11月場所 | 7人  |              |            |                                   |                    |

##### 引退相撲興行
- 1月28日 - 白鵬引退宮城野襲名披露大相撲（国技館）[8]
- 1月29日 - 豊響引退山科襲名披露大相撲（国技館）[131]
- 6月3日 - 鶴竜引退断髪披露大相撲（国技館）[132]
- 6月4日 - 勢引退春日山襲名披露大相撲（国技館）[133]
- 9月30日 - 隠岐の海引退君ヶ濱襲名披露大相撲（国技館）[134]

##### 断髪式
- 2月11日 - 元小結・松鳳山（国技館）[135]
- 2月23日 - 元小結・常幸龍（国技館）[136]
- 6月4日 - 元幕内・旭秀鵬（東武ホテルレバント東京）[137]
- 6月9日 - 元幕内・鏡桜（国技館）[138]
- 6月18日 - 元小結・千代大龍（レストランアラスカ）[139]
- 6月25日 - 元幕内・豊山（国技館）[140]
- 9月3日 - 元幕内・大喜鵬（国技館）[141]
- 10月1日 - 元関脇・魁聖（国技館）[142]

#### トーナメント大会
- 第47回日本大相撲トーナメント（2月5日・国技館）
  - 幕内トーナメント優勝：大栄翔勇人（追手風部屋）（初優勝）[143]
- 10月2日 - 第80回明治神宮例祭奉祝全日本力士選士権大会（国技館）[144]
  - 第一部優勝：霧島鐵力（陸奥部屋）[145]

#### その他
- 2月4日 - 第55回NHK福祉大相撲（国技館）[146]
- 12月25日 - 大相撲令和6年1月場所番付発表[39]

### アマチュア相撲

#### 国内大会
- 1月1日 - 元日女子相撲日本一決定戦（アリーナ立川立飛）
  - 優勝：久野愛莉[147]
- 8月4日 - 6日 - 令和5年度全国高等学校総合体育大会第101回全国高等学校相撲選手権大会（北海道北斗市・北斗市総合体育館）[148]
- 11月4日 - 5日 - 第101回記念全国学生相撲選手権大会（堺市大浜公園相撲場）
  - 個人優勝（学生横綱）：草野直哉（日本大学4年）
  - 団体優勝 近畿大学（13年ぶり9回目）
- 12月3日 - 第72回全日本相撲選手権大会（国技館）
  - 優勝（アマチュア横綱）：池田俊（金沢学院大学）[149]

#### 国際大会
- 2月12日 - 第13回白鵬杯（国技館）[150]
- 10月7日 - 8日 - 世界選手権・世界ジュニア選手権（アリーナ立川立飛）[151]

## 死去
- 4月2日 - 朝嵐大三郎（最高位：前頭12枚目、所属：高砂部屋、* 1943年【昭和18年】）[152]
- 6月22日 - 27代木村庄之助（元・立行司、所属：立浪部屋、* 1925年【大正14年】）[153]
- 9月20日 - 9代式守勘太夫（元・三役格行司、所属：伊勢ヶ濱部屋→桐山部屋、* 1942年【昭和17年】）[154]
- 11月2日 - 4代朝潮太郎（最高位：大関、所属：高砂部屋、* 1955年【昭和30年】）[155]
- 12月8日（訃報報告日） - 巖虎寛一（最高位：東前頭7枚目、所属：春日野部屋、（* 1948年【昭和23年】）[156]
- 12月16日 - 力駒雄偉（最高位：十両11枚目、所属：宮城野部屋、* 1948年【昭和23年】）
- 12月17日 - 寺尾常史（最高位：関脇、所属：井筒部屋、年寄：錣山、* 1963年【昭和38年】）[157]
- 12月29日 - キラー・カーン（プロレスラー、四股名：越錦、最高位：幕下40枚目、所属：春日野部屋、* 1947年【昭和22年】）[158]